# Georgefischeriales
Georgefischeriales (лат.) — порядок грибов класса экзобазидиомицеты (Exobasidiomycetes).

## Таксономия
В порядок Georgefischeriales включены четыре семейства:
- Eballistraceae R. Bauer, Begerow, A. Nagler & Oberw., 2001 — с 1 родом Eballistra;
- Georgefischeriaceae R. Bauer, Begerow & Oberw., 1997;
- Gjaerumiaceae R. Bauer, M. Lutz & Oberwinkler, 2005;
- Tilletiariaceae R.T. Moore, 1980.

## Описание
Представители этого порядка отличаются от других экзобазидиомицетов непористыми септами гиф зрелых грибов. Все виды порядка имеют анаморфу и телеоморфу. Телиоспоры светло-коричневого или тёмно-коричневого цвета. Семейства порядка отличаются друг от друга формой базидий. Tilletiariaceae — единственные экзобазидиомицеты, обладающие фрагмобазидиями.